# کیت مارکگرف
کیت مارکگرف (انگلیسی: Kate Markgraf؛ زادهٔ ۲۳ اوت ۱۹۷۶) یک بازیکن فوتبال اهل ایالات متحده آمریکا است.
از باشگاه‌هایی که در آن بازی کرده‌است می‌توان به باشگاه فوتبال کیف اوربرو دی اف اف و شیکاگو رد استارز اشاره کرد.
وی همچنین در تیم ملی فوتبال ایالات متحده آمریکا بازی کرده‌است.